# فهرست فرودگاه‌های گوآم
این فهرست شامل فهرست فرودگاه‌های گوآم است که براساس گروه، نوع و مکان آن‌ها مرتب شده‌اند.

## فرودگاه‌ها
این فهرست شامل اطلاعات زیر می‌باشد:
- شهر خدمت‌رسانی -  شهری که عموماً به فرودگاه نسبت داده می‌شود و به آن نام در اداره هوانوردی فدرال ثبت شده‌است. این شهر همیشه مکان واقعی فرودگاه نیست چراکه برخی از این فرودگاه ‌ها در شهرک‌هایی خارج از شهر اصلی خدمت‌رسانی  خود واقع شده‌اند. این فهرست ٬ همهٔ شهرهای سرویس داده شده را دربر نمی‌گیرد. این شهرها را می‌توان در نوشتار مربوط به هر فرودگاه یافت.
- FAA -  شناسه موقعیت فرودگاه بر پایه اطلاعات اداره هوانوردی فدرال (FAA).
- IATA - شماره اختصاص‌داده‌شده به فرودگاه توسط انجمن بین‌المللی حمل و نقل هوایی (IATA).  مواردی که این شناسه با شناسه مورد استفادهٔ اداره هوانوردی فدرال هماهنگ نیستند پررنگ شده‌اند.
- ICAO - نشان‌گر موقعیت اختصاص‌داده‌شده توسط سازمان بین‌المللی هوانوردی غیرنظامی (ایکائو).
- نام فرودگاه - نام رسمی فرودگاه.مواردی که به صورت پررنگ نشان داده شده‌اند بیانگر این هستند که فرودگاه برای شرکت‌های هواپیمایی تجاری ٬ خدمات زمان‌بندی‌شده ارائه می‌کند.
- کاربری (Role) - یکی از موارد چهارگانه دسته‌بندی فرودگاهی اداره هوانوردی فدرال٬ که طبق گزارش ارائه‌شده در طرح ملی سامانه‌های فرودگاهی یک‌پارچه (NPIAS) ٬  بین سال‌های ۲۰۰۹-۲۰۱۳  شامل موارد زیر است:
  - P: خدمات تجاری - دست‌اول (Primary)  که شامل فرودگاه‌های دولتی‌ای است که خدمات مسافربری منظم ارائه می‌کنند و سالانه به بیش از ۱۰ هزار مسافر خدمات می‌دهند.

فرودگاه‌های دست‌اول توسط اداره هوانوردی فدرال به مراکز اصلی زیر طبقه‌بندی شده‌اند:
- -     - L: مرکز بزرگ که ۱% از کل مسافرت‌های هوایی ایالات متحده آمریکا (در طی یک سال) را دربرمی‌گیرد.
    - M: مرکز متوسط که برای ۰٫۲۵% از کل مسافرت‌های هوایی ایالات متحده آمریکا (در طی یک سال) در نظر گرفته شده‌است.
    - S: مرکز کوچک که برای ۰٫۰۵%  تا ۰٫۲۵% از کل مسافرت‌های هوایی ایالات متحده آمریکا (در طی یک سال) در نظر گرفته شده‌است.
    - N: مرکز نیست که برای  کمتر از ۰٫۰۵% از کل مسافرت‌های هوایی ایالات متحده آمریکا (در طی یک سال) در نظر گرفته شده‌است.

  - CS: خدمات تجاری - غیر دست‌اول که شامل فرودگاه‌های دولتی‌ای است که سالیانه حداقل به ۲۵۰۰ مسافر خدمات می‌دهند.
  - R: فرودگاه‌های کمکی که توسط اداره هوانوردی فدرال برای کاهش فشار بر فرودگاه‌های بزرگ و نیز افزایش دسترسی جامعه به خدمات هوایی ایجاد شده‌اند.
  - GA : فرودگاه‌های اختصاص یافته به هوانوردی عمومی ٬ که بیشترین تعداد از فرودگاه‌های آمریکا را دربر می‌گیرند.
- Enpl - تعداد مسافرت‌های انجام شده در فرودگاه در طی سال ۲۰۰۸ (بر اساس آمار اداره هوانوردی فدرال)
- Airspace - دستهٔ (کلاس) حریم هوایی درنظرگرفته‌شده برای آن فرودگاه.(مقادیر داده‌شده در پرانتز بیانگر این هستند که فرودگاه در حریم هوایی یک فرودگاه دیگر واقع شده‌است و نیز آن حریم هوایی را نشان می‌دهند) به‌طور کلی ٬ فرودگاه‌های دستهٔ B  شلوغ‌ترین فرودگاه‌ها هستند و بعد از آن‌ها به ترتیب دسته‌های C ٬ D ٬ E و G  قرار دارند.

| شهر                | شناسه موقعیت | یاتا | ایکائو | نام فرودگاه                         | کاربری | Enpl.     |
| ------------------ | ------------ | ---- | ------ | ----------------------------------- | ------ | --------- |
|                    |              |      |        | فرودگاه‌های مهم و تجاری              |        |           |
| هاگاتنا / تامونینگ | GUM          | GUM  | PGUM   | فرودگاه بین‌المللی انتونیو بی وان پت | P-S    | 1,314,725 |
|                    |              |      |        | فرودگاه‌های نظامی                    |        |           |
| Yigo               | UAM          | UAM  | PGUA   | پایگاه نیروی هوایی اندرسن           |        | 1,990     |
|                    |              |      |        | Former Military Airfields           |        |           |
| Agat               |              |      |        | Orote Field (تعطیل‌شده در سال ۱۹۴۶)  |        |           |
| Dededo             |              |      |        | Northwest Field (closed 1949)       |        |           |